# Moldavian Airlines

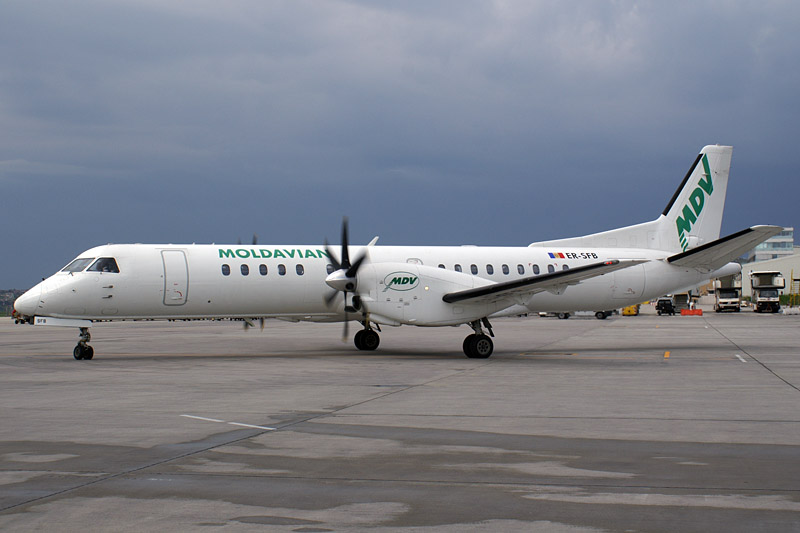
Moldavian Airlines Saab 2000

Moldavian Airlines är ett moldaviskt flygbolag grundat 1994. De har bland annat haft Tupolev Tu-134 och Saab 2000 i sin flotta.